# Pinus sylvestris
Pinus sylvestris, conhecido popularmente como pinheiro-de-casquinha, é uma espécie de pinheiro originária do Velho Mundo, mais precisamente da região da Eurásia.

## Nomes comuns

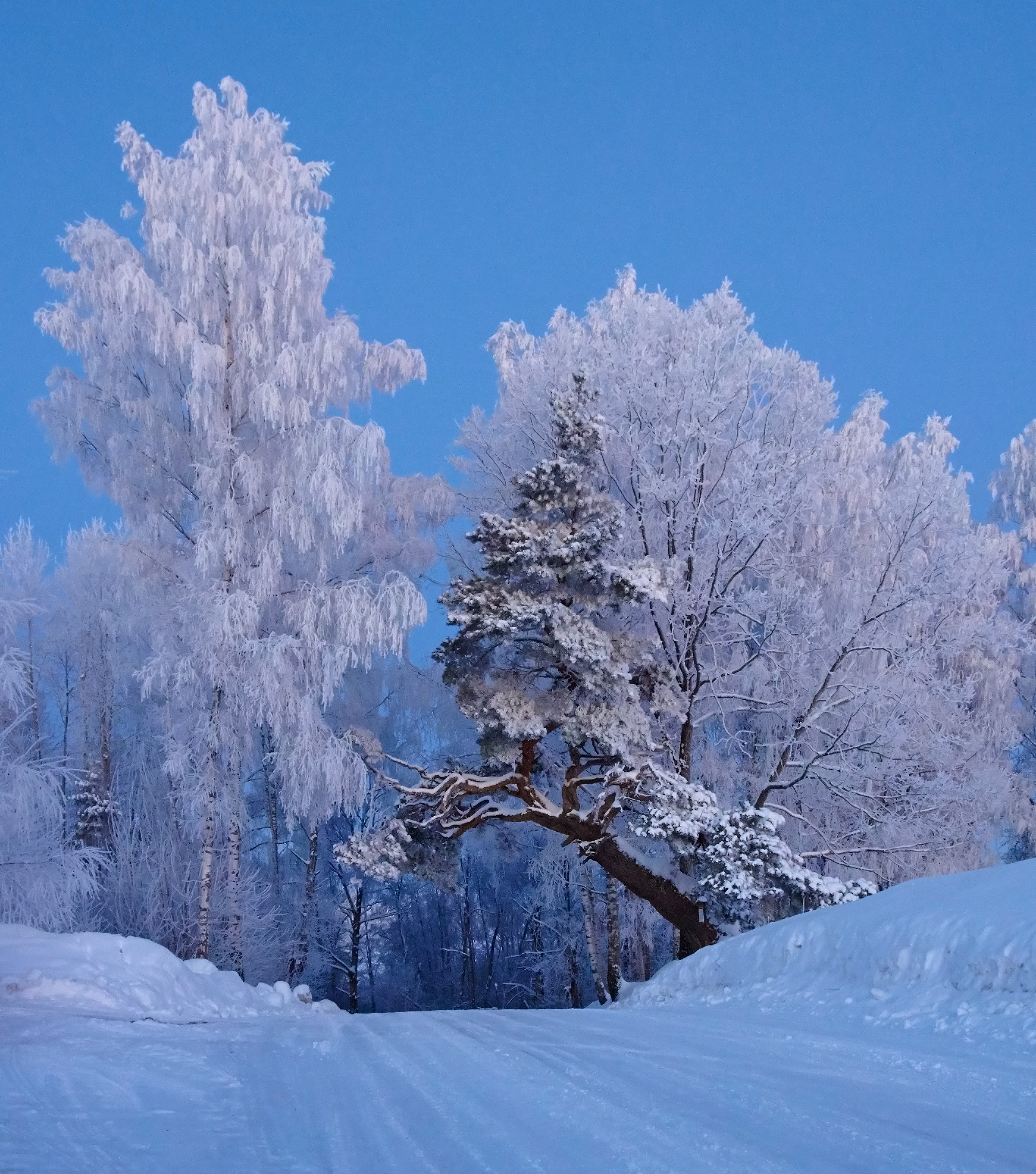
Pinus silvestris na Estônia coberto de neve, numa época de inverno.

Dá ainda pelos seguintes nomes comuns:  pinheiro-de-riga (também grafado pinho-de-riga), pinheiro-escocês, pinheiro-silvestre, pinheiro-da-flandres (também grafado pinho-da-flandres) e pinho-nórdico.

## Descrição
Pertence ao tipo fisionómico dos fanerófitos, destaca-se pelo seu grande porte, podendo ascender até aos quarenta metros de altura. À sua madeira é reconhecido grande valor económico, tendo sido muito utilizado em campanhas de reflorestação, mormente com o escopo de proteger e reconstituir os solos.

## Ecologia
Medra em florestas de pinheiros e abetos e em matorrais, em zonas montanhosas, privilegiando os solos de substracto ácido.

## Em Portugal
O Pinus sylvestris L. é uma das duas espécies do género Pinus de que os botânicos não têm dúvidas em classificar como autóctones no território continental português. Sendo que se pode encontrar nas zonas do Nordeste Montanhoso e do Nordeste Leonês, com especial destaque para a Serra do Gêres, onde se encontra o maior aglomerado de espécimes autóctones.

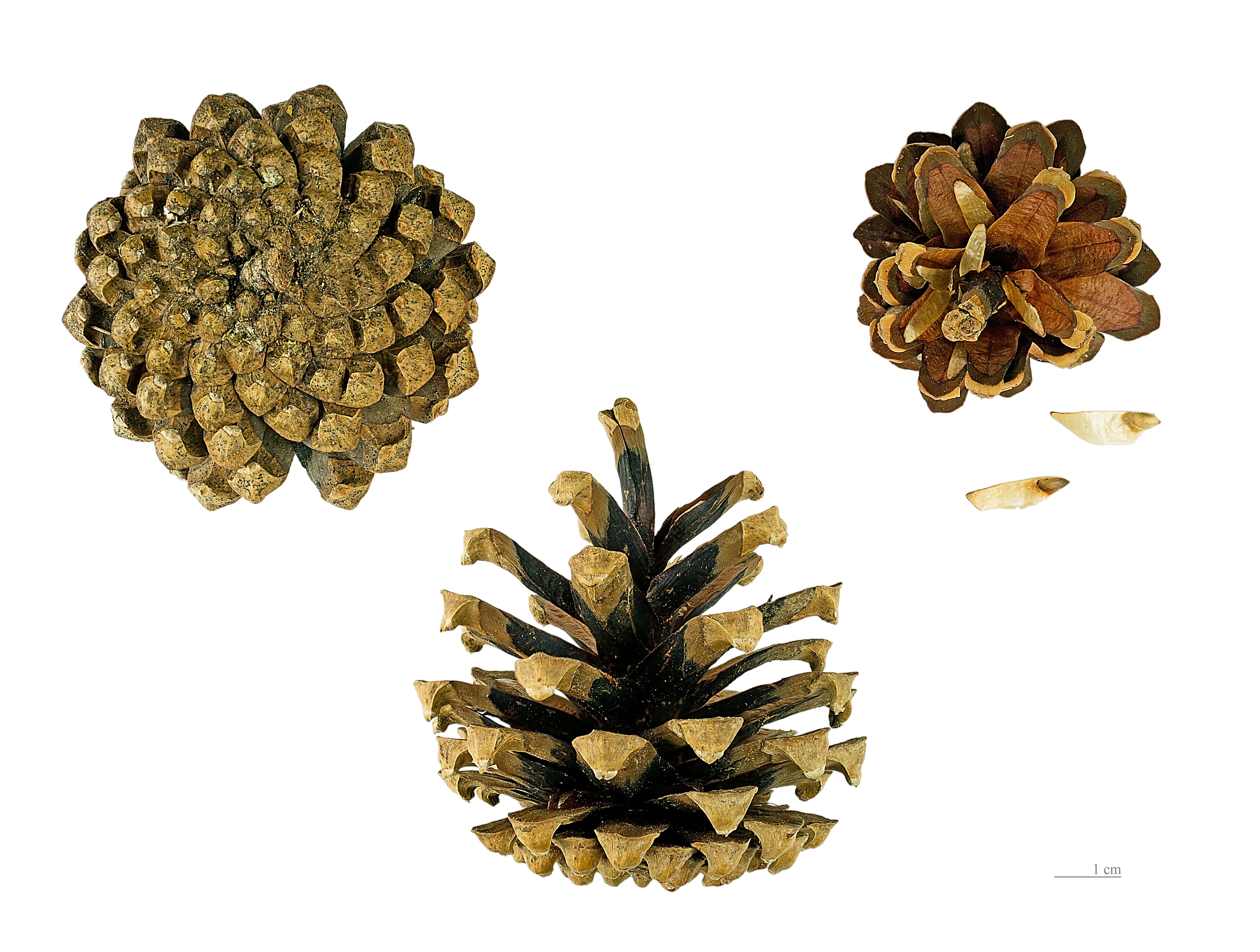
Pinhas abertas e os respectivos pinhões. MHNT

Com efeito, é importante assinalar que, apesar da grande expansão que esta espécie conheceu até à época romana, presentemente, em larga medida devido à pressão antrópica, os espécimes autóctones circunscrevem-se apenas ao Gerês.
Além das populações autóctones, há ainda populações exóticas, que se encontram nas serras das demais zonas supra indicadas, incluindo também o Gerês.
Houve também plantações de material recolhido nas populações autóctones do Gerês, e actualmente estão a fazer-se novas de núcleos estudados geneticamente.

### História
Com efeito, é importante assinalar a grande expansão que esta espécie conheceu até à época romana.
No séc. XVIII, no documento da Memória Paroquial de Campo do Gerês, redigido em 1758 pelo abade Custódio José Leite, é feita menção a uma variedade de pinheiro que se entende que deverá corresponder à P. sylvestris. O documento foi escrito no rescaldo do terramoto de 1755, tendo sido elaborado tendo por base um questionário eclesiástico que tinha por escopo fazer um levantamento das características dos locais onde se encontravam as abadias do reino. Quando confrontado com uma questão a respeito da flora do local da abadia, Custódio José Leite, que se encontrava na região do gerês, relatou que havia:

«muitas árvores silvestres com bem a ser carvalhos, cerquinhos e verinhos e alguns pinheiros que nam são dos mansos nem dos que chamamos bravos, pois criam huma folha muito miuda»
De acordo com estudiosos, como Manuel Fernandes, esta alusão reportar-se-á ao pinheiro-silvestre, com grande grau de probabilidade.
Ulteriormente, o naturalista alemão Heinrich Friedrich Link, aquando da sua estadia no Gerês, em 1798, menciona a ocorrência de pinheiros silvestres, quando nota a presença de:
«árvores nórdicas, que não se encontram nas planícies e nas montanhas mais baixas de Portugal».
Ainda no mesmo período histórico, no registos do Mosteiro de Tibães, encontram-se informações relativas aos primeiros esforços envidados para fomentar a plantação desta espécie de pinheiro, na segunda metade do séc. XVIII. Com efeito, no documento Estado do Mosteiro relativo ao triénio 1787-1789 consta que:
“Semeou-se hum pinhal de Flandes [sic] ao redor do muro novo”.

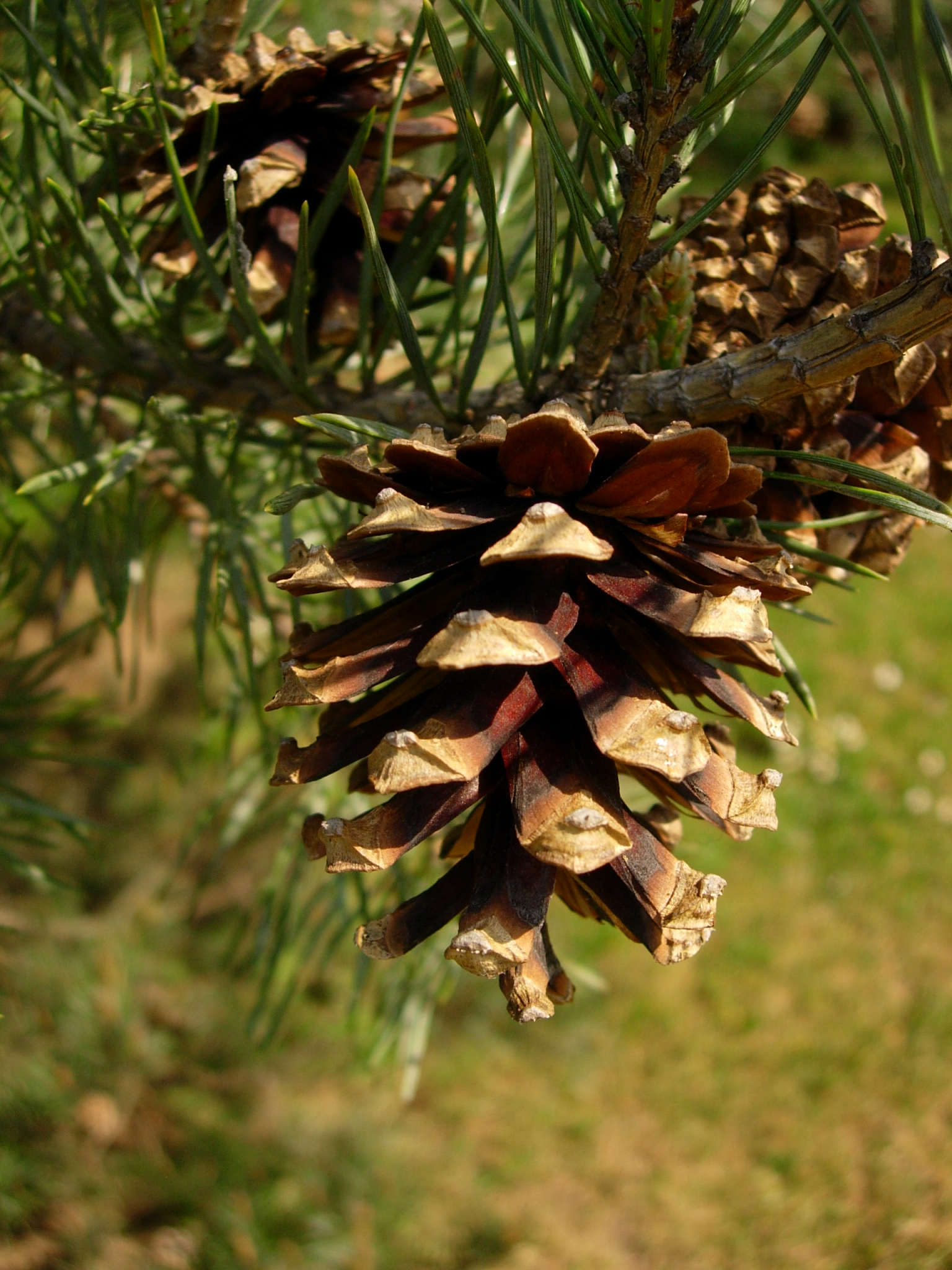
Pinus sylvestris

Um dos nomes comuns do P. sylvestris é pinheiro-da-Flandres, aludindo à região da Europa donde a sua madeira era importada (Flandres), durante este período histórico.
Mais tarde, no séc. XIX,  na obra «Memória de J. Bonifácio de Andrada e Silva», o autor homónimo, que fora intendente-geral das Minas e Metais do Reino, tendo sido considerado o primeiro silvicultor português, assinala a presença de pinheiros-de-casquinha em três localidades do vale do Tejo, denominadamente na quinta dos Chavões, no Cartaxo; em Aveiras de Cima, na Azambuja, onde fora introduzido por iniciativa de Domingos Vandelli; e ainda, para rematar, outro pinhal deste género em Samora Correia, no concelho de Benavente.
No mesmo documento é feita ainda referência a uma sementeira «em hum sitio da serra do Marão», realizada em 1800, com semente «mandada vir do Norte» pelo Ministro Rodrigo de Sousa Coutinho.
Para além destes locais, o botânico Félix Brotero faz menção, também, à presença dalguns pinheiros-de-casquinha no Jardim Botânico da Ajuda, em 1827. Por seu turno, o primeiro Administrador Geral das Matas, Luís Varnhagen, em 1836, deu conta de se terem tentado fazer duas sementeiras experimentais de pinheiros-de-casquinha no pinhal de Leiria, entre 1825 e 1826, das quais se granjearam maus resultados.

## Estado de conservação
Trata-se de uma espécie em perigo, de acordo com o IUCN.